# Вальмала (Италия)
Вальмала (итал. Valmala) — коммуна в Италии, располагается в регионе Пьемонт, в провинции Кунео.
Население составляет 63 человека (2008 г.), плотность населения составляет 6 чел./км². Занимает площадь 10 км². Почтовый индекс — 12020. Телефонный код — 0175.
Покровителем коммуны почитается святой Иоанн Креститель, празднование 24 июня.

## Демография
Динамика населения:

## Администрация коммуны
- Официальный сайт: